# Trennmittel
Trennmittel sollen aneinanderliegende Materialien trennbar halten. Viele Trennmittel werden auch als Schmiermittel eingesetzt.
Oft werden sie verwendet, um das Anhaften von Guss- oder Formteilen an der Form bei Abformprozessen (Formtrennmittel) oder das Verkleben von Schüttgut oder Lebensmitteln (Produkttrennmittel) zu verhindern. Das Aufbringen der Trennmittel nennt man Eintrennen.

## Beispiele
- Wachs auf Kunststoff-Formen
- Montagepaste zum leichteren Zusammenfügen und Demontieren sowie gegen Kontaktkorrosion
- Heißschrauben-Compound als Montagepaste für Maschinenteile, welche hohen Temperaturen ausgesetzt sind; auch als Graphitpaste oder Kupferpaste bezeichnet; kann neben Nichteisenmetallen (Kupfer, Aluminium, Zink) auch keramische Stoffe wie Titannitrid enthalten; Silikonfette oder PTFE-Massen dienen als Trägersubstanz
- Maismehl bzw. Calciumpulver als Trennmittel beim Bogen-Offsetdruck
- Schalöl, im Betonbau zum Trennen des Betons von der Gießform (Verschalung) verwendet
- Silikonöle als Trennmittel in Druckgußmaschinen
- Talkum verhindert das Verkleben von Latex und Gummi, z. B. in Gummischläuchen von Fahrzeugreifen
- Talkum beim Zinngießen mit Silikonformen sowie Ruß beim Zinngießen mit Metallformen.

## Verwendung als Lebensmittelzusatzstoff
Trennmittel im Lebensmittelbereich enthalten häufig Wachse, Wachsester oder Fette, sind also hydrophob. Zusätzlich können Emulgatoren zur besseren Verteilbarkeit von Trennmittel und Antioxidantien enthalten sein. Einige Trennmittel fungieren zusätzlich auch als Überzugsmittel. 
Es wird zwischen den Rieselhilfen und Formtrennmitteln unterschieden. Der Unterschied liegt dabei darin, dass Formtrennmittel auf die Formen aufgebracht werden und dabei nur teilweise in das Lebensmittel übergehen, wobei die Produkttrennmittel  ein Verklumpen der Lebensmittelteilchen untereinander verhindert.

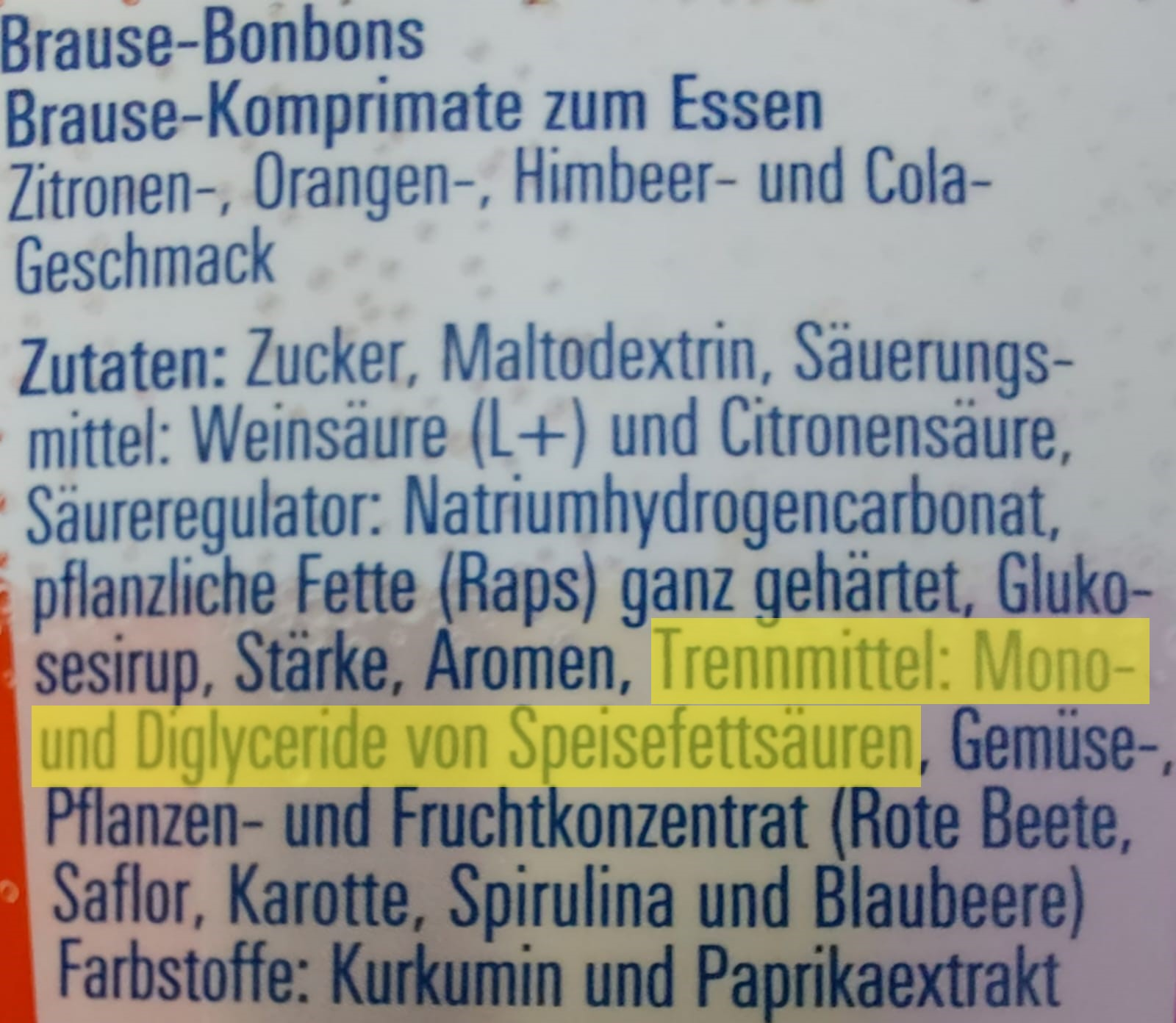
Zutatenliste: Inhaltsstoffangabe eines Trennmittels ohne Angabe der E-Nummer

### Produkttrennmittel
Eine Auswahl an Produkttrennmitteln, die in der Europäischen Union als Lebensmittelzusatzstoffe zugelassen sind, ist hier aufgelistet:
- E 170	Calciumcarbonat
- E 341	Calciumphosphate
- E 479 b thermooxidiertes Sojaöl
- E 504	Magnesiumcarbonate
- E 530	Magnesiumoxid
- E 535 – E 536 Ferrocyanide
- E 551 – E 559 Siliciumdioxid und Silicate
- E 570	Fettsäuren
- E 901	Bienenwachs
- E 902	Candelillawachs
- E 903	Carnaubawachs

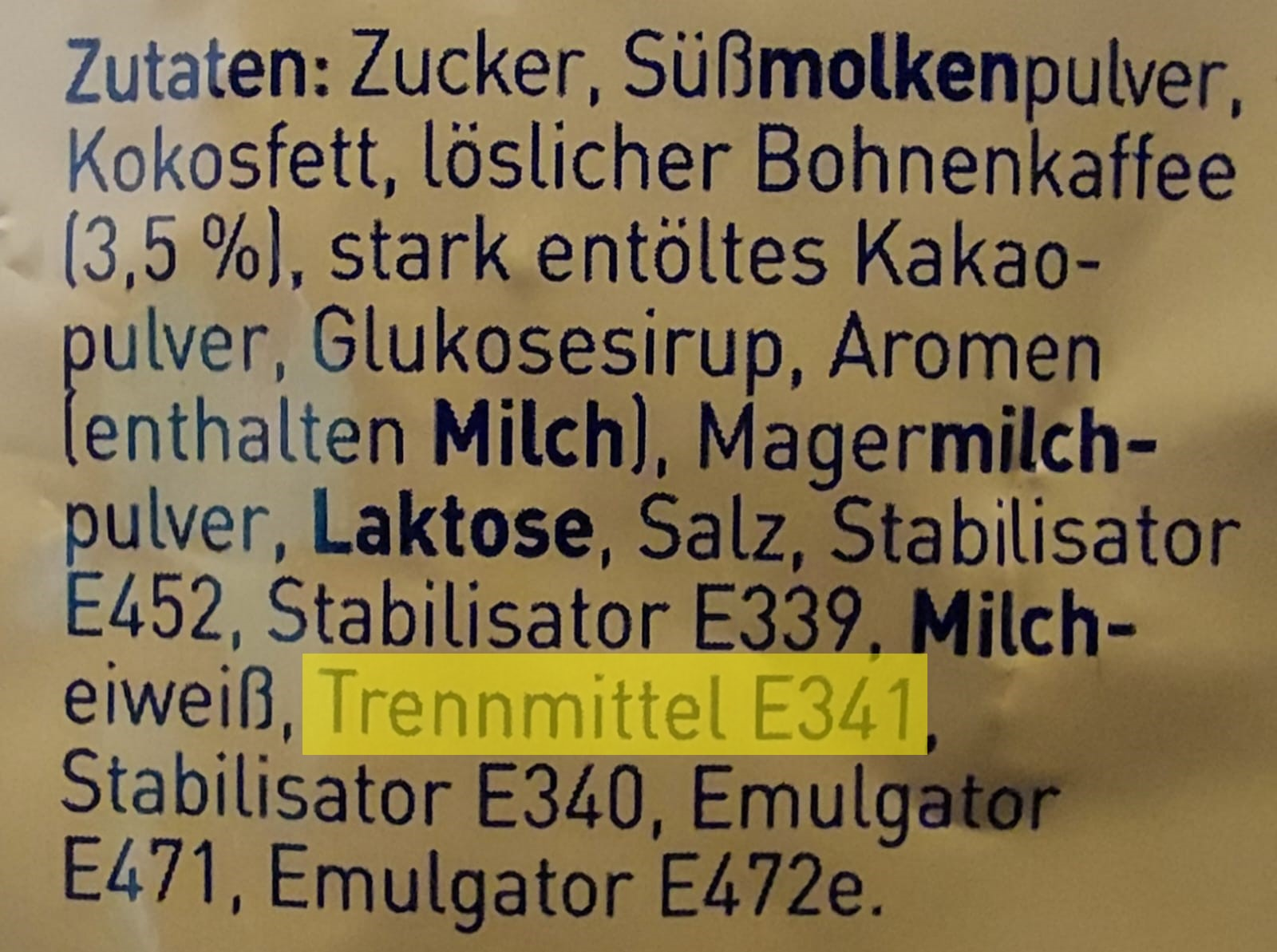
Zutatenliste mit präziser Inhaltsstoffangabe eines Trennmittels mit E-Nummer

Verwendung finden Trennmittel vor allem in Suppen, Tütensuppen, Trockenlebensmitteln in Pulverform und Backmitteln wie Backpulver. Sie werden aber auch bei der Produktion von Scheibenkäse, geriebenem Käse und Backwaren wie Zwieback und Biskuitgebäck eingesetzt. Als Rieselhilfe dienen sie vor allem in Würfelzucker, Kochsalz und Backpulver. Bei Süßwaren und Kaugummis verhindern sie das Aneinanderhaften untereinander.

### Formtrennmittel
- Butter, Öl oder Margarine werden zum Einfetten von Backformen verwendet, um das Ankleben von Kuchenteig zu verhindern
- Mehl verhindert das Ankleben von Brotteig
- Backpapier verhindert das Anhaften von Lebensmitteln auf Back- und Kuchenblechen
- Teflon verhindert das Verkleben und Verbacken auch bei höheren Temperaturen